# How the Office Boy Saw the Ball Game
How the Office Boy Saw the Ball Game je americký němý film z roku 1906. Režisérem je Edwin S. Porter (1870–1941). Film trvá zhruba 5 minut.

## Děj
Zaměstnanec odvykládá šéfovi lživou historku o rodinné nouzi, aby získal den volna na sledování baseballového zápasu. Věci však nevycházejí úplně tak, jak plánoval.